# Great Awakening

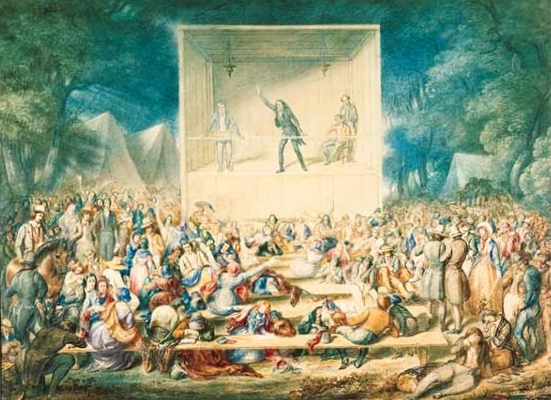
Camp Meeting, 2. Great Awakening, USA, 1839

Great Awakening (englisch für „Große Erweckung“) ist die Sammelbezeichnung für eine Reihe großer protestantischer Erweckungsbewegungen, die sich seit den 1730er Jahren in den britischen Kolonien in Nordamerika bzw. den Vereinigten Staaten ereigneten. Die Geschichtsforschung benennt für die USA insbesondere drei Erweckungsbewegungen: Das First Great Awakening (auch einfach The Great Awakening; 1740–1760), das Second Great Awakening (1800–1840) und das Third Great Awakening (1880–1910). Umstritten ist der Ausdruck „Fourth Great Awakening“, den der Historiker Robert Fogel geprägt hat, um damit eine Reihe religionsgeschichtlicher Entwicklungen der 1960er und 1970er Jahre zu beschreiben.

## Grundmuster
Bei jedem Great Awakening strömten Konvertiten in großer Zahl in ein weites Spektrum von protestantischen Gemeinschaften – sowohl bestehenden als auch gänzlich neu begründeten Glaubensgemeinschaften. Das Interesse dieser Erweckten wandte sich dabei entweder ganz neuen Glaubenssystemen zu oder solchen, die innerhalb bestehender Lehren die Überwindung von deren (vermeintlich starrer) Orthodoxie versprachen.
Die amerikanischen Erweckungsbewegungen wandten sich gegen Aufklärung und Moderne, insofern dort die Irrtumslosigkeit der Bibel angezweifelt und die Möglichkeit eines gelingenden moralischen Lebens auch ohne Transzendenzbezug in Aussicht gestellt wurde. Gleichzeitig bedienten sie sich aber, namentlich bei der Kommunikation ihrer Botschaft, genuin moderner Mittel. Insofern sind sie nach dem deutschen Theologen Jörg Lauster nicht als antimodernistisch, sondern als Krisenphänomene der Moderne zu verstehen. Die Erweckungsbewegungen sind die historischen Wurzeln des Fundamentalismus.

## Besonderheiten der amerikanischen Erweckungsbewegungen
Obwohl Erweckungsbewegungen nichts für das amerikanische Religionsleben Spezifisches und überall auf der Welt beschrieben worden sind, zeichnet sich der Zyklus der amerikanischen Great Awakenings durch einige Besonderheiten aus, die ihn von anderen Erweckungsbewegungen grundsätzlich unterscheiden. Zu verstehen ist dies vor dem Hintergrund des in den USA außerordentlich breiten Spektrums protestantischer Glaubensgemeinschaften. Diese Vielfalt ist Ausdruck der besonderen Freiheit des Glaubenslebens im amerikanischen Protestantismus. Durch die Staatsferne dieses Protestantismus (besonders im Vergleich zum Luthertum Nord- und Mitteleuropas und zum Anglikanismus Englands) und den fehlenden Zentralismus der römisch-katholischen Kirche konnten neue religiöse Ideen sich dort ausbreiten, ohne die bestehenden Institutionen langsam von innen heraus reformieren zu müssen. Die bestehenden Glaubensgemeinschaften andererseits genießen solches Ansehen und besitzen ein solches Beharrungsvermögen, dass das Bedürfnis nach neuen religiösen Ideen sich an ihrem Widerstand so aufreibt, dass hieraus ein regelmäßiger Zyklus unblutiger religiöser Revolutionen entsteht.

## Geschichte

### Das First Great Awakening
Das erste Great Awakening ereignete sich in den 1730er und 1740er Jahren gleichzeitig in Großbritannien und den britischen Kolonien in Nordamerika. Während die Erweckungsbewegung in Neuengland vor allem die Kongregationalisten beeinflusste, nahm sie in den Mittel- und Südkolonien, besonders in deren Hinterland, Einfluss auf die Presbyterianer. Im Gegensatz zu späteren Erweckungsbewegungen war das First Great Awakening in erster Linie eine innerkirchliche Bewegung, die das Glaubensleben der Kirchenangehörigen intensivierte.

#### Verlauf
Obwohl die Idee einer „Großen Erweckung“ in der Literatur umstritten ist, war diese Zeit – insbesondere in Neuengland – eine Zeit starker religiöser Aktivität und beschleunigter religiöser Entwicklungen. Diese begannen mit der Missionstätigkeit von Jonathan Edwards, einem gebildeten Theologen und kongregationalistischem Prediger aus Northampton, Massachusetts, der puritanische und calvinistische Wurzeln hatte, aber immer wieder die Wichtigkeit und Macht der unmittelbaren persönlichen religiösen Erfahrung unterstrich. Edwards’ Predigten waren machtvoll und zogen von etwa 1731 an ein großes Publikum an.
Der aus England eingereiste methodistische Prediger George Whitefield setzte die Erweckungsbewegung fort, bereiste die britischen Kolonien und predigte in einem dramatischen und emotionalen Stil, der in dieser Zeit neu war. Neu war auch, dass Whitefield im Publikum jedermann – auch Afroamerikaner und Sklaven – akzeptierte.
Die erste vom Great Awakening geprägte neue kongregationalistische Kirchengemeinde entstand 1731 in Uxbridge, Massachusetts.
Bevor das Great Awakening das geistliche Leben in Neuengland von Grund auf veränderte, war das Interesse der britischen Kolonisten an der Religion gering. Sie versuchten hier vor allem, zu Reichtum zu gelangen. Um das Interesse zu fördern, schuf die Kirche Regeln, die es Konvertiten erlaubte, in andere Glaubensgemeinschaften einzutreten, ohne dies als Konversion zu empfinden. Darüber hinaus behandelte sie wohlhabende Familien bevorzugt, indem diesen erlaubt wurde, im Kirchengestühl Stammplätze nah am Altar einzunehmen.
Im Tal des Connecticut River trieben die reichen Großgrundbesitzer die Landpreise hoch, was dazu führte, dass viele junge Leute keine Farm begründen konnten und darum gezwungen waren, auch mit dem Heiraten zu warten. Sie verarmten dadurch nicht nur, sondern waren auch in den Gottesdiensten der Kirchen unwillkommen. Anders war dies beim Pfarrer Jonathan Edwards, der sich dieser Zielgruppe besonders zuwandte und Predigten hielt, die die Gefühle in diesem Personenkreis besonders ansprachen. In seinem Versammlungshaus herrschte ein Geist des leidenschaftlichen puritanischen Glaubens, der auch auf die übrige Bevölkerung ausstrahlte und immer mehr Gemeindemitglieder anzog. Während Religion bis dahin als Angelegenheit der Erwachsenen betrachtet worden war, nahm nun insbesondere der Kirchenbesuch junger Menschen zu.
Die Gläubigen begannen, leidenschaftliche Predigten zu bevorzugen, und verloren an Geistlichen, die im „kühlen“ Stil predigten, das Interesse. Obwohl es schließlich zu einem offenen Konflikt mit den etablierten Kirchen kam, trugen deutsche Pietisten und schottisch-irische Presbyterianer die Erweckungsbewegung weiter. In Pennsylvania förderten William Tennent, ein presbyterianischer Prediger, und sein Sohn Gilbert die Ausbildung einer neuen Generation von Predigern. In einer Blockhütte in Warminster richteten sie 1726 das so genannte „Log College“ ein, aus dem 1746 das College of New Jersey, heute Princeton University, entstand.
George Whitefield entwickelte seine Lehre fort. Ebenso wie Edwards erklärte er, dass Menschen „halb Engel und halb Teufel“ seien und darum auf die Erlösung hoffen dürfen. Viele religiöse Führer fügten dem etablierten Protestantismus die Forderung nach Frömmigkeit und Reinheit hinzu. Die Gläubigen empfanden Religion nun als Erleichterung der Bürden, die ihnen in ihrem persönlichen Leben auferlegt waren.

#### Wirkungen
Die Menschen, die sich der Bewegung anschlossen, erfuhren neue Formen der Religiosität. Während die Gläubigen bis dahin ohne enge persönliche Betroffenheit dem intellektuellen religiösen Diskurs gefolgt waren, wurde ihr religiöses Erleben im Great Awakening leidenschaftlich und emotional. Geistliche, die den neuen Predigtstil pflegten, wurden manchmal als „Neue Lichter“ (engl. New Lights) bezeichnet, während Prediger, deren Stil kühl blieb, „Alte Lichter“ (engl. Old Lights)
genannt wurden. Die Gläubigen hörten die Texte der Bibel nicht nur im Gottesdienst, sondern begannen, sie auch zu Hause zu studieren. Diese Dezentralisierung der religiösen Belehrung der Gläubigen entsprach der generellen Individualisierung, die die Reformation gefördert hatte.
Im Mittelpunkt der Lehren, die während des First Great Awakening gepredigt wurden, standen die persönliche Schuld jedes Einzelnen und die Notwendigkeit, erlöst zu werden, wobei diese Erlösung einen endgültigen Entschluss und öffentliche Reue einschloss. Das Great Awakening führte dazu, dass die Gläubigen „Gott auf ihre eigene Art erlebten“, und lehrte sie, dass sie für ihre Handlungen verantwortlich seien. In dem Maße, in dem die Bedeutung von Ritus und Zeremonie zurückgedrängt wurde, wurde Religion für den durchschnittlichen Gläubigen zu einer stark persönlichen Erfahrung, die von tiefem Bewusstsein von geistlicher Schuld und Buße, Introspektion und dem entschiedenen Willen geprägt war, einem neuen Standard der persönlichen Moral zu folgen. Der amerikanische Historiker Sydney E. Ahlstrom beschreibt das Great Awakening als Teil derjenigen „großen internationalen protestantischen Umwälzung“, die auch den Pietismus in Deutschland und den Evangelikalismus und den Methodismus in England hervorgebracht hat.
Das First Great Awakening nahm erheblichen Einfluss auf die kongregationalistischen, presbyterianischen, niederländisch-reformierten und deutsch-reformierten Kirchen und stärkte die kleinen baptistischen und methodistischen Gemeinden. Nur geringen Einfluss nahm es dagegen auf die Anglikaner und die Quäker. Anders als das Second Great Awakening, bei dem auch Personen erreicht werden sollten, die noch keiner Kirche angehörten, konzentrierte sich das First Great Awakening weitgehend auf solche Gläubige, die bereits Kirchenmitglieder waren.
Durch das Great Revival gelangten erstmals auch viele Sklaven zum christlichen Glauben. In den südlichen Kolonien erlaubten die Baptisten seit den 1770er Jahren sowohl Sklaven als auch Sklavenhaltern das Predigen. Nachdem Frauen in den Kirchen bis dahin überrepräsentiert gewesen waren, stieg auch die Anzahl der männlichen Kirchenmitglieder.
Einige Historiker haben das Great Awakening als die amerikanische Ausgestaltung der zweiten Phase der Reformation beschrieben. Es wird geschätzt, dass die Zahl der Kirchen sich hier im Zeitraum 1740–1780 verdoppelt hat.

### Das Second Great Awakening
Zu einer zweiten großen Erweckungsbewegung kam es in den Vereinigten Staaten in dem Zeitraum von 1790 bis 1840. Bedeutende religiöse Führer der Zeit, in deren Versammlungen ungezählte Gläubige eine Erfahrung der persönlichen Erlösung machten, waren Charles Grandison Finney, Lyman Beecher, Barton Stone, Peter Cartwright, Asahel Nettleton und James B. Finley. Die Bewegung förderte auch eine engagierte evangelikale Grundeinstellung, die deutlich in Erscheinung trat, als in den USA später Fragen wie die Reform des Strafvollzugs, die Abstinenzbewegung, das Frauenwahlrecht und die Abschaffung der Sklaverei diskutiert wurden.

#### Entstehung neuer Glaubensgemeinschaften
Während das neuerwachte Interesse an Religion in Neuengland in eine Welle des sozialen Aktivismus mündete, führte es im Westen des Bundesstaates New York (das aufgrund der vermeintlich brennenden Intensität der religiösen Eifer auch als „burned-over district“ bekannt war) zur Ausbreitung religiöser Strömungen wie der des Restoration Movements, der Mormonen und der Heiligungsbewegung. Im Westen, besonders in Cane Ridge, Kentucky und in Tennessee, stärkte das Revival die Methodisten und führte eine neue religiöse Ausdrucksform ein: das unter freiem Himmel veranstaltete Camp Meeting.
Die Methodisten und Baptisten erhielten erheblichen Zulauf; in geringerem Umfang gewannen auch die Presbyterianer neue Mitglieder. Daneben entstanden während des Second Great Awakening neue religiöse Gemeinschaften, die auch heute noch bestehen, wie die Christian Church (Disciples of Christ), die Cumberland Presbyterian Church, die schon erwähnten Mormonen und die Siebenten-Tags-Adventisten. Da viele Gläubige ihre Glaubensgrundlage lieber im Neuen Testament als in den später entstandenen katholischen und protestantischen Lehren und Praktiken suchten, betrachteten viele der neuen Bewegungen sich ausdrücklich als nicht-konfessionelle Glaubensgemeinschaften, darunter die Gemeinden Christi.

#### Camp Meetings und Circuit Riders
In den Appalachen kultivierte die Erweckungsbewegung Camp Meetings und übernahm viele Eigenarten, die bereits das First Great Awakening charakterisiert hatten. Camp Meetings waren mehrtägige Gottesdienste, auf denen mehrere Prediger sprachen. Diese Veranstaltungen fanden schon deshalb großen Zulauf, weil sie für die Bewohner der dünn besiedelten Region meist eine willkommene Abwechslung bildeten. Bereits die Freude, gemeinsam mit Hunderten, eventuell Tausenden anderer Gläubiger an einer religiösen Erweckung teilzunehmen, führte zu dem Tanzen, Gelärme und Singen, das für diese Veranstaltungen typisch war. Noch wichtiger als die gesellige Komponente war jedoch der tiefe Eindruck, den die Veranstaltungen auf das Selbstwertgefühl der Gläubigen machten, das zunächst von Schulderkenntnis zerstört, dann aber durch das Bewusstsein der persönlichen Erlösung wiederhergestellt wurde. Die meisten Konvertiten schlossen sich kleinen lokalen Gemeinden an, die auf diese Weise schnell wuchsen.
Eines der ersten Camp Meetings wurde im Juli 1800 von der Creedence Clearwater Church im Südwesten von Kentucky veranstaltet.
1801 fand ein weitaus größeres Camp Meeting in Cane Ridge, Kentucky statt. Es zog geschätzte 20.000 Teilnehmer an und an den Gottesdiensten nahmen mehrere presbyterianische, baptistische und methodistische Prediger teil. Glaubensgemeinschaften wie die Methodisten und Baptisten konnten durch Veranstaltungen wie diese die Zahl ihrer Mitglieder erheblich vergrößern. Cane Ridge förderte jedoch auch das Restoration Movement und nichtkonfessionelle Gemeinschaften, die sich zum Urchristentum des Neuen Testamentes bekannten, wie die Christian Church, die Disciples of Christ und die Gemeinden Christi.
Wie die amerikanische Theologin Kimberly Bracken Long 2002 dargestellt hat, führen Geisteswissenschaftler die Camp Meetings seit den 1980er Jahren auf die Tradition der Holy Fairs zurück, die im 17. und 18. Jahrhundert in Schottland verbreitet waren. Bis dahin hatte man ihre Wurzeln ausschließlich in der amerikanischen Grenzland-Erfahrung vermutet.
Die Erweckungsbewegung breitete sich schnell über Kentucky, Tennessee und den Süden von Ohio aus. Jede Konfession besaß Vorzüge, die es ihr ermöglichten, in den dünn besiedelten Regionen zu gedeihen. Die Methodisten besaßen eine effiziente Organisation, die auf Predigern beruhte, die für ihre Missionsarbeit auch äußerst abgelegene Gebiete bereisten. Diese „Bezirksreiter“ (englisch: Circuit Riders) rekrutierten sich aus dem einfachen Volk, was es ihnen erleichterte, mit den Grenzlandbewohnern, die sie zu konvertieren hofften, in Beziehung zu treten.

#### Wirkung
Die Kongregationalisten in Florida, Kansas und Hawaii richteten, um den Westen zu evangelisieren, Missionsgesellschaften ein. Deren Mitglieder, die die Kultur des urbanen amerikanischen Osten repräsentierten, traten im Westen als Erzieher und als Apostel des Glaubens auf. Christliche Verlage sorgten für die Verbreitung der christlichen Bildung; die bedeutendste darunter war die 1816 gegründete American Bible Society. Das soziale Interesse, das mit der Erweckungsbewegung entstanden war, führte zur Gründung der American Temperance Society und von Abolitionistengruppen sowie zu Anstrengungen um Reformen des Strafvollzuges und der Fürsorge für Behinderte und Geisteskranke. Die Anhänger der Bewegung glaubten fest, dass Menschen verbessert werden können, und vertraten bei ihren Bemühungen einen hohen moralischen Anspruch.
Das Second Great Awakening war für die amerikanische Religionsgeschichte von ungeheurem Einfluss. Seit der Kolonialzeit waren die Anglikaner, Presbyterianer, Kongregationalisten und Reformierten die dominierenden Konfessionen gewesen. Das Second Great Awakening half nun den Baptisten und Methodisten, ihre Mitgliederzahlen deutlich zu vergrößern.
Die Bemühungen, christliche Lehren auf die Lösung sozialer Probleme anzuwenden, waren wichtige Vorläufer und Präzedenz-Fälle für die Social-Gospel-Bewegung des späten 19. und frühen 20. Jahrhunderts, auch wenn sie in ihrer eigenen Zeit nur sehr eingeschränkt auf bestimmte Themen wie Alkohol und Sklaverei zur Geltung kam und nicht auf die Gesamtwirtschaft bezogen wurden. In der ersten Hälfte des 19. Jahrhunderts entwickelten die Vereinigten Staaten sich zu einem kulturell vielfältigen Land, und die zunehmenden Unterschiede und Gegensätze innerhalb des amerikanischen Protestantismus spiegelten diese Vielfalt wider und trugen dazu bei.

#### Bedeutende Persönlichkeiten des Second Great Awakening
- Lyman Beecher (Presbyterianer)
- Alexander Campbell (Christian Church)
- Thomas Campbell (Presbyterianer)
- Peter Cartwright (Methodist)
- Lorenzo Dow (Methodist)
- Timothy Dwight IV (unabhängiger Kongregationalist)
- Charles Grandison Finney (presbyterianischer Nicht-Calvinist)
- Asahel Nettleton (Reformierte Kirche)
- Joseph Smith, Jr. (Mormonen)
- Barton Stone (presbyterianischer Nicht-Calvinist)
- Nathaniel William Taylor (Anti-Calvinist)

### Das Third Great Awakening
Der Zeitraum des dritten Great Awakening erstreckt sich von den 1850er Jahren bis ins frühe 20. Jahrhundert. Diese Erweckungsbewegung nahm Einfluss auf die pietistischen protestantischen Glaubensgemeinschaften und brachte einen starken sozialen Aktivismus hervor. Ihre Kraft gewann sie aus der post-millenaristischen Theologie, nach der Christus auf die Welt zurückkehren werde, wenn die Menschheit die gesamte Erde bekehrt habe. Die Erweckungsbewegung förderte die Social-Gospel-Bewegung und eine weltweite Missionsbewegung. Neue religiöse Gruppen wie die Heiligungsbewegung, die Kirche des Nazareners und die Christian Science entstanden.
Während der Sezessionskrieg (1861–1865) die Erweckungsbewegung in den Städten des Nordens unterbrach, wurde sie im Süden durch den Krieg in mancherlei Hinsicht eher gefördert, besonders in Robert Edward Lees konföderierten Streitkräften. Als Sprecher der Abolitionisten wurden Frederick Douglass, Wendell Phillips und Lucy Stone besonders gut bekannt.
In Chicago gründete Dwight Lyman Moody nach dem Krieg das Moody Bible Institute. Moodys Partner, Ira David Sankey, schrieb eine Vielzahl geistlicher Lieder, die im Third Great Awakening weite Verbreitung fanden.
Am Ende des 19. Jahrhunderts wurde die wohlhabende herrschende Klasse des Gilded Age zur Zielscheibe massiver Kritik durch die Prediger des Social Gospel und durch progressiver Reformer. Der Historiker Robert Fogel nennt in diesem Zusammenhang besonders die Auseinandersetzungen um die Kinderarbeit, die Einführung einer Schulpflicht und den Arbeitsschutz für weibliche Fabrikarbeiter. Darüber hinaus wurde ein umfangreicher Feldzug zur Einführung einer Alkoholprohibition geführt. Die großen pietistischen protestantischen Glaubensgemeinschaften leisteten Missionsarbeit, deren Umfang weltweit zunahm. Konfessionelle Hochschulen entstanden und boten immer umfangreichere Studienprogramme an. In vielen Städten gewannen der YMCA sowie auch konfessionelle Jugendorganisationen wie die methodistische Epworth League und die Evangelisch-Lutherische Walther League starken Einfluss.
Tolstoische Prägung hatte dagegen der der christliche Idealismus, von dem Jane Addams beeinflusst war, die Begründerin der Sozialarbeit in den USA.

#### Entstehung neuer Glaubensgemeinschaften
In den 1860er Jahren begründete Mary Baker Eddy die Christian Science, die bald eine landesweite Anhängerschaft fand. Charles Taze Russell gründete 1876 eine Bibelgruppe, aus der 1931 die Zeugen Jehovas entstanden. Im selben Jahr gründete Felix Adler in New York City die Society for Ethical Culture, die vor allem reformierte Juden anzog. 1880 begann sich auch die in Großbritannien gegründete Heilsarmee in den USA auszubreiten. Die Glaubenslehre dieser Freikirche basierte auf Idealen, die während des Second Great Awakening Ausdruck gefunden hatten; ihr Interessenschwerpunkt war jedoch die Bekämpfung der Armut: eines der großen Themen des Third Great Awakening.

### Das Fourth Great Awakening
Als „Viertes Great Awakening“ werden eine Reihe religionsgeschichtlicher Entwicklungen bezeichnet, die sich in den Vereinigten Staaten in den 1960er und frühen 1970er Jahren ereignet haben. Geprägt wurde dieser Sprachgebrauch besonders von dem Wirtschaftshistoriker Robert Fogel. Da viele andere Historiker der Auffassung sind, dass die von Fogel beschriebenen Entwicklungen weitaus weniger Bedeutung besitzen als die der ersten drei Great Awakenings, ist der Terminus „Fourth Great Awakening“ jedoch umstritten.
Unstrittig ist, dass sich das amerikanische Glaubensleben seit den 1960er Jahren erneut deutlich veränderte. Moderate protestantischen Kirchen wie die Methodisten, Presbyterianer und die Christian Church verloren einen deutlichen Teil ihrer Mitgliedschaft und ihres Einflusses an Glaubensgemeinschaften mit traditionellen Lehren, wie die Südlichen Baptisten und die Missouri Synode der Lutherischen Kirche. Auch evangelikale und fundamentalistische christliche Gruppierungen fanden starken Zulauf. Zur selben Zeit wuchs auch der Säkularismus stark an, und konservative christliche Kirchen sahen sich zu Auseinandersetzungen gezwungen, wenn in der Öffentlichkeit Themen wie die Lesben- und Schwulenbewegung, Abtreibung und der Kreationismus diskutiert wurden.

#### Entstehung neuer christlicher Gemeinschaften
Diese Verschiebung der Machtverhältnisse wurde von Veränderungen des Evangelikalismus selbst begleitet, in deren Verlauf neue religiöse Gemeinschaften in Erscheinung traten; bereits bestehende veränderten oft ihre Schwerpunktsetzung. Neue nichtkonfessionelle Kirchen und Community Faith Centers verliehen der persönlichen Beziehung des Gläubigen zu Jesus Christus besonderen Nachdruck. Zur selben Zeit erlebten jedoch auch nicht-traditionelle Kirchen und Megachurches mit konservativen Theologien und parakirchliche Organisationen wie Focus on the Family oder Habitat for Humanity Zulauf, während die Mainline-Kirchen viele Mitglieder verloren. Gelegentlich wird die Jesus-Bewegung als Ausdruck des Fourth Great Awakening eingestuft.
Im Zusammenhang mit dem „Fourth Great Awakening“ ist manchmal auch auf die Charismatische Bewegung hingewiesen worden, die in den USA seit 1961 entstand. Diese hat ihren Ursprung in der Pfingstbewegung, in der der Erfahrung der Gaben des Heiligen Geistes besondere Aufmerksamkeit gilt, etwa der Zungenrede, dem Geistigen Heilen oder der Prophezeiung. Diese Gaben, die als Zeichen Gottes bzw. des Heiligen Geistes gelten, dienen den Gläubigen hier auch zur Stärkung ihrer spirituellen Überzeugungen. Trotz ihrer protestantischen Ursprünge nahm diese Bewegung Einfluss auch auf viele Katholiken, deren Führung sich zur selben Zeit den Ideen der Ökumene öffneten, weniger Nachdruck auf Institutionsstrukturen legten und stattdessen der Spiritualität der Laien Raum zu schenken begannen.

## Einfluss auf die Politik
Da politische Programme in den Vereinigten Staaten häufig von religiösen Glaubensgemeinschaften unterstützt worden sind, haben die Great Awakenings auf die Politik dieses Landes deutlichen Einfluss genommen. Der Priester und Historiker Joseph Tracy (1793–1874), der diesem religiösen Phänomen in seinem einflussreichen Buch The Great Awakening (1842) seinen Namen gegeben hat, beschrieb das First Great Awakening (1740–1760) als einen Wegbereiter des Unabhängigkeitskrieges. Unübersehbar ist auch der Einfluss des Second Great Awakening (1800–1840), das den Abolitionismus förderte und dazu beitrug, dass die Institution der Sklaverei so in Frage gestellt wurde, dass der Sezessionskrieg möglich wurde. Das Third Great Awakening (1880–1910) nahm großen Einfluss auf die Bewältigung der Weltwirtschaftskrise und des Zweiten Weltkrieges.
Die Idee der „Erweckung“ impliziert einen Zustand des Schlafes oder der Passivität in Zeiten der Weltlichkeit oder der verminderten Religiosität. Der Begriff „Erweckung“ wird daher insbesondere von evangelikalen Christen verwendet. In der jüngeren amerikanischen Geschichte wurde das Konzept der „Erweckung“ häufig von konservativen amerikanischen Evangelikalen, darunter auch George W. Bush, vertreten.